# Sprachen auf der Iberischen Halbinsel
Unter den Sprachen auf der Iberischen Halbinsel versteht man die historisch oder aktuell auf der Iberischen Halbinsel beheimateten Sprachen. Die aktuell auf der Iberischen Halbinsel gesprochenen Sprachen sind mehrheitlich (27 von 40) romanische Sprachen.

## Historische Sprachen

### Präromanische Sprachen

Präromanische Sprachen der Iberischen Halbinsel um 300 v. Chr.

Die folgenden präromanischen Sprachen wurden auf der Iberischen Halbinsel gesprochen, bevor die Römer die Halbinsel besetzten und sie zum Teil des Römischen Reiches machten:
- Aquitanisch
- Keltiberisch
- Lusitanisch (die Klassifikation dieser Sprache ist nicht ganz klar; sie ist sicher indogermanisch, kann aber zu den italischen, keltischen, vor- oder para-keltischen Sprachen gehören)
- Klassisches Griechisch
- Iberisch
- Phönizisch
- Tartessisch

### Mittelalterliche Sprachen
Folgende Sprachen fanden im Mittelalter Verwendung:
- Arabisch
  - klassisches Arabisch
  - andalusisches Arabisch
- Berbersprachen
- germanische Sprachen
  - Burisch
  - Gotisch
  - Vandalisch
  - Suebisch
- skythische Sprachen
  - Alanisch
- Lateinisch
  - Vulgärlateinisch
    - iberoromanische Sprachen
      - Galazisch-Portugiesisch
      - Leonesisch
      - Mozarabisch
      - judäo-romanische Sprachen
        - Judäo-Aragonesisch
        - Judäo-Katalanisch
        - Judäo-Spanisch
        - Judäo-Portugiesisch

### Moderne Sprachen
| nur Kastilisch Katalanisch Baskisch | Galicisch Asturleonesisch | Aragonesisch Aranesisch |

Die Sprachen Spaniens (vereinfacht dargestellt):

Die folgenden Sprachen, die aufgelistet werden und indigen sind, werden noch heute auf der Iberischen Halbinsel gesprochen:
- Baskisch
  - Batua
  - Biskayisch
  - Gipuzkoanisch
  - Navarresisch
- romanische Sprachen
  - Aragonesisch
  - Asturleonesisch
    - Asturisch
    - Leonesisch
    - Mirandesisch
    - Extremadurisch

  - Spanisch (Kastilisch)
    - spanische Dialekte

  - Katalanisch
    - Ostkatalanisch
      - Nordkatalanisch
      - Zentralkatalanisch
      - Balearisch
        - Mallorquinisch
        - Menorquinisch
        - Ibizenkisch
        - Formenterisch

    - Westkatalanisch
      - Nordwestkatalanisch
      - Ribagorçan
      - Valencianisch

  - Aranesisch
  - Galicisch-Portugiesisch
    - Galicisch
      - Eonaviego

    - Fala
    - Portugiesisch
      - portugiesische Dialekte
        - Barranquenho
- Gemischte Sprachen
  - Caló (auch Ibero-Romani); Romani-Wörter und spanische Grammatik
  - Erromintxela; romanische Wörter und baskische Grammatik
  - Llanito; andalusische-basierte Kreolsprache mit englischen Einflüssen (gesprochen in Gibraltar)
  - Inglés de escalerilla englisch-basierte Pidgin-Sprache mit spanischem Einfluss (gesprochen in spanischen Mittelmeerhäfen)
- Englisch, (Gibraltar)

Gebärdensprache
Folgende Gebärdensprachen werden auf der ibirischen Halbinsel verwendet:
- Isolierte Gebärdensprachen
  - Lengua de Signos Española
- Französische Gebärdensprachen
  - Llengua de Signes Catalana
  - Llengua de Signes Valenciana
- Schwedische Gebärdensprachen
  - Língua gestual portuguesa
- Gebärdensprachen unklarer Familienzugehörigkeit
  - Llengua de Signes Valenciana

### Sprachen im Landesbezug
- Andorra:
  - Katalanisch (Landessprache)
  - Spanisch
  - Französisch
  - Portugiesisch

- Gibraltar:
  - Englisch
  - Spanisch
  - Llanito

- Portugal:
  - Portugiesisch (Landessprache)
    - Barranquenho

  - portugiesische Zeichensprache
  - Mirandesisch

- Spanien
  - Spanisch (auch Kastilisch genannt; Landessprache)
  - spanische Zeichensprache
  - Katalanisch
  - katalanische Zeichensprache
  - Baskisch
  - Galicisch
  - Okzitanisch (lokal auch Aranesisch genannt)
  - Asturisch
  - Leonesisch
  - Extremadurisch
  - Aragonesisch